# Ageville
Ageville is een gemeente in het Franse departement Haute-Marne (regio Grand Est). De plaats maakt deel uit van het arrondissement Chaumont. Ageville telde op 1 januari 2022 302 inwoners.

## Geografie
De oppervlakte van Ageville bedroeg op 1 januari 2022 19,55 vierkante kilometer; de bevolkingsdichtheid was toen 15,4 inwoners per km².

## Demografie
Onderstaande figuur toont het verloop van het inwonertal (bron: INSEE-tellingen).